# Werner Neuse
Werner Neuse (* 24. August 1899 in Iserlohn; † 15. Dezember 1986 in New Brunswick, New Jersey) war ein deutscher Germanist.

## Leben
Neuse wurde 1932 Associate Professor am Middlebury College (Vermont) und dort 1940 zum Full Professor für deutsche Sprache und Literatur ernannt. Zudem war er Direktor der deutschen Sommerschule des Middlebury College.
Werner Neuse veröffentlichte zur Stilistik und zur modernen Literatur.
Der Bruder von Werner Neuse, Kurt Neuse (30. September 1897 – März 1978), war ab 1934 stellvertretender Leiter der neu gegründeten Quäkerschule Eerde. Diese Funktion musste er nach dem Einmarsch der Deutschen Wehrmacht 1940 aufgeben. Er blieb allerdings mit seiner Familie in Eerde wohnen, bevor 1946 die Übersiedelung in die USA erfolgte. Er wurde mit dem Beginn des College-Jahres 1959–60 „associate professor“ an der St. Lawrence University.

## Ehrungen
- 1957: Goethe-Medaille[2]
- 1958: Verdienstkreuz 1. Klasse der Bundesrepublik Deutschland
- Ehrenbürger der Johannes Gutenberg-Universität Mainz[3]